# Nicolas Loufrani
Nicolas Loufrani (17 de diciembre de 1971, Neuilly-sur-Seine, Francia) es el CEO de la empresa Smiley, propietaria de la marca comercial y los derechos de autor sobre el logotipo y el nombre comercial Smiley en más de 100 países.

## La empresa Smiley
En 1996, Nicolas Loufrani y su padre, el periodista francés Franklin Loufrani, fundaron en Londres la empresa de concesión de licencias Smiley, recuperando así todos los derechos preexistentes relacionados con la marca que Franklin Loufrani había retenido sobre el logotipo de Smiley desde 1971.

## Desarrollo de la marca Smiley
Loufrani amplió el registro de la marca y comenzó a vincular más el logotipo con el nombre, creando así una nueva identidad comercial para etiquetas, embalajes, catálogos y artículos similares. También estableció representaciones en todo el mundo y prestó asistencia a todos los socios licenciatarios mediante una estrategia de marca integral de tipo. El objetivo era consolidar el emblema de la marca de modo que estuviera a la altura de otros logotipos emblemáticos como el Swoosh de Nike o el cocodrilo de Lacoste.

## Emoticonos gráficos
En 1997, se dio cuenta de que cada vez se utilizaban más los emoticonos ascii en la tecnología móvil y comenzó a experimentar con caras Smiley animadas para que cada uno de los emoticonos ascii previamente existentes, que se componían únicamente de signos de puntuación, tuviera su correspondiente icono colorido y así mejorarlos para un uso más interactivo en el mundo digital. A partir de entonces, Loufrani comenzó a compilar un diccionario de emoticonos en línea compuesto de varias categorías: clásicos, expresiones de humor, banderas, ocasiones especiales, diversión, deportes, meteorología, animales, alimentos, países, profesiones, planetas, signos del zodiaco y bebés. Estos diseños se registraron por primera vez en 1997 en la Oficina de Derechos de Autor de Estados Unidos y más adelante, en 1998, se publicarían como archivos .gif en Internet, convirtiéndose así en los primeros emoticonos gráficos usados en tecnología.
En 2000, se publicó en Internet el Directorio de Emoticonos creado por Loufrani para que los usuarios pudieran descargarlos a través de smileydictionary.com, página que compilaba más de 1000 emoticonos gráficos Smiley y sus versiones ascii. Más adelante, en 2002, este mismo directorio fue publicado en un libro de Marabout titulado «Dico Smileys».
En 2001, la empresa Smiley comenzó a conceder licencias sobre los derechos de los emoticonos gráficos de Loufrani a varias empresas de telecomunicaciones, incluidas Nokia, Motorola, Samsung, SFR (Vodaphone) y Sky Telemedia, para que los usuarios pudieran descargarlos en sus teléfonos móviles.

## Litigio con Wal-Mart
En 2001, la empresa Smiley inició en Estados Unidos la que iba a ser una larga batalla legal con la marca de supermercados Wal-Mart, que se autoproclamaba propietaria de los derechos sobre la marca figurativa original. Este conflicto no implicó desacuerdo alguno con respecto a los derechos sobre los iconos creados por Nicolas Loufrani o la marca Smiley. Ambas partes acabarían arreglando sus diferencias en 2010 ante un tribunal federal de Chicago en términos que no llegaron a divulgarse.
El trabajo previo de la empresa, unido al perfil generado por el juicio, incrementó la notoriedad del logotipo Smiley y se concedieron licencias a nuevos socios para lanzar campañas promocionales y utilizar la marca en productos como ropa, perfumes, peluches y artículos de papelería.
.

## La Asociación SmileyWorld
En 2005, los Loufrani fundaron una organización benéfica, la Asociación SmileyWorld (SWA). Más tarde, Nicolas Loufrani tomaría la decisión de comercializar productos responsables, utilizando algodón ecológico para diseñar ropa y materiales de productores con certificación de comercio justo, y destinando parte de los beneficios de la empresa a financiar obras sociales en todo el mundo.

## Asociaciones y tiendas especializadas
Nicolas Loufrani ha colaborado con diseñadores de prestigio como Tommy Hilfiger, Ora -itö y Jean Charles de Castelbajac, y «Smiley» comenzó a aparecer en famosas tiendas especializadas como la Colette de París, Fred Segal de Los Ángeles, Henry Bendel de Nueva York y Stierblut de Múnich.
En diciembre de 2011, se inauguró la primera tienda especializada Smiley en Londres.

## Clasificación financiera
La empresa Smiley es una de las 100 empresas de concesión de licencias más importantes del mundo y en 2012 facturó 167 millones de USD.